# Mai Ceu
Mai Ceu (in lingua ge'ez: ማይጨው, Maich'ew o Mai Cio, letteralmente: "acqua salata") è una città e un woreda nella regione dei Tigrè dell'Etiopia. Si trova ad un'altitudine di 2479 m s.l.m. e a 665 km a nord di Addis Abeba lungo l'autostrada etiope 2 che conduce a Macallè (capoluogo della regione del Tigrè). Secondo la classificazione agro-ecologica dell'Etiopia, la zona di Mai Ceu è classificata sotto il cosiddetto Weinadega (zona semi-temperata).

## Storia
Dopo essere stato catturato nel 1921 da Gugsa Araya Selassie, il deposto ligg Iasù fu imprigionato per due settimane a Mai Ceu.
Nel 1928 la città di Mai Ceu fu la meta finale dell'esplorazione della Dancalia intrapresa da Raimondo Franchetti.
Il 31 marzo 1936, vicino alla città, fu combattuta la battaglia che pose la fine alla guerra d'Etiopia: grazie alle armi più sofisticate e alle forze meglio addestrate, le truppe italiane sconfissero le forze etiopi e, dopo sei settimane, marciarono senza opposizione fino alla capitale, Addis Abeba. La battaglia di Mai Ceu segnò la sconfitta definitiva dell'imperatore Hailé Selassié.
Durante l'occupazione italiana la popolazione locale era composta da circa 500 abitanti indigeni e 22 italiani, che realizzarono un collegamento telefonico, un'infermeria, una stazione di servizio, un ristorante ed un mercato settimanale al martedì.
Nei primi anni della guerra civile in Etiopia, il Derg dispose che tutti i veicoli diretti a nord di Mai Ceu viaggiassero in convoglio. Dal 1980 i convogli furono necessari anche per muoversi nei 20 chilometri tra Mai Ceu e Mehoni. Durante la tragica carestia etiope del 1984-1985, il comandante della prima divisione, colonnello Hailu Gebre Yohannis, ordinò il saccheggio del cibo dell'organizzazione non governativa World Vision a Mai Ceu, al fine di sfamare le sue truppe. L'8 settembre 1989 le forze del Fronte Democratico Rivoluzionario del Popolo Etiope riuscirono a conquistare Mai Ceu e Korem, avanzando successivamente verso sud lungo la strada principale.
Tra il febbraio 1999 e l'aprile 2000 la SUR Construction ha realizzato una strada di 68 km che collega Mai Ceu (via Mehoni) con Alamatah.

## Monumenti e luoghi d'interesse
Tra gli edifici di interesse della città vi è la chiesa di Mikael Bete Kristiyan.

## Società

### Evoluzione demografica
In base al censimento nazionale del 2007, la città aveva una popolazione di 23 419 abitanti, di cui 11 024 maschi e 12 395 femmine.
Il censimento del 1994 riportò una popolazione di 19 757 abitanti, di cui 8 894 maschi e 10 863 femmine.

### Religione
Nel censimento nazionale del 2007 il 95,28% della popolazione dichiarò di essere di religione cristiana ortodossa etiope e il 4,24% mussulmani.